# Chengdu
Chengdu (Chinees: 成都; pinyin: Chéngdū) is een 3000 jaar oude stad en de hoofdstad van de Chinese provincie Sichuan. Bij de volkstelling van 2020 had Chengdu bijna 21 miljoen inwoners. Het is de grootste stad in West-China en behoort tot de grootste steden van de wereld.

## Panda’s
Chengdu is internationaal bekend als de Panda hoofdstad van de wereld. Niet ver van de stad ligt het reservaat Fengtongzhai Giant Panda Reserve en het natuurreservaat Wolong, een gebied met bamboebossen waar de laatste wilde reuzenpanda's leven. 
In de stad is het belangrijkste Chinese panda-fokcentrum gevestigd. Hier wordt geprobeerd panda's te fokken om zo het uitsterven van deze soort tegen te gaan. Het centrum is voor het publiek toegankelijk. Ten zuiden van de stad wordt gebouwd aan een enorm Panda-pretpark annex reservaat.

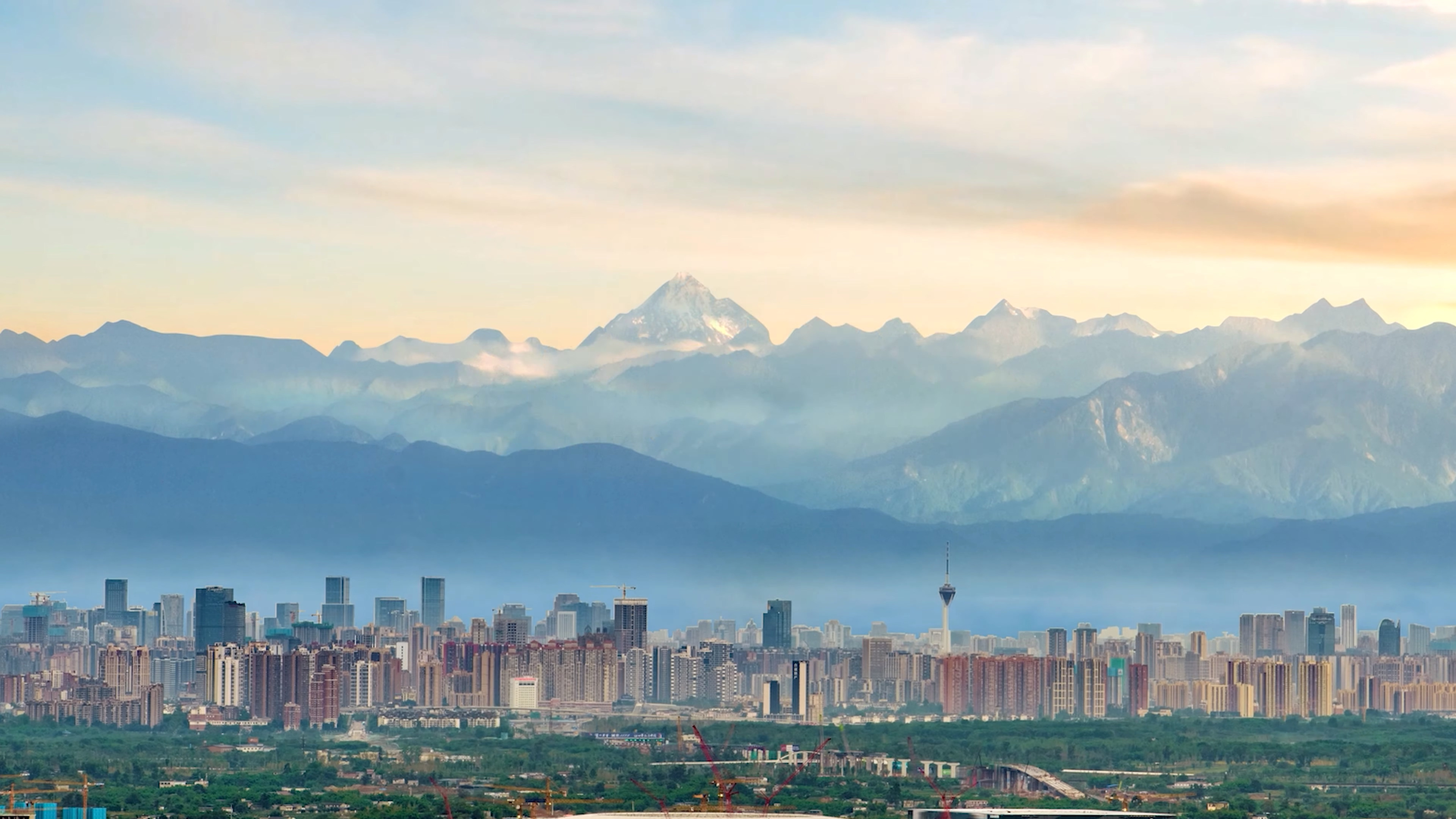
Chengdu Skyline voor het Qionglai gebergte
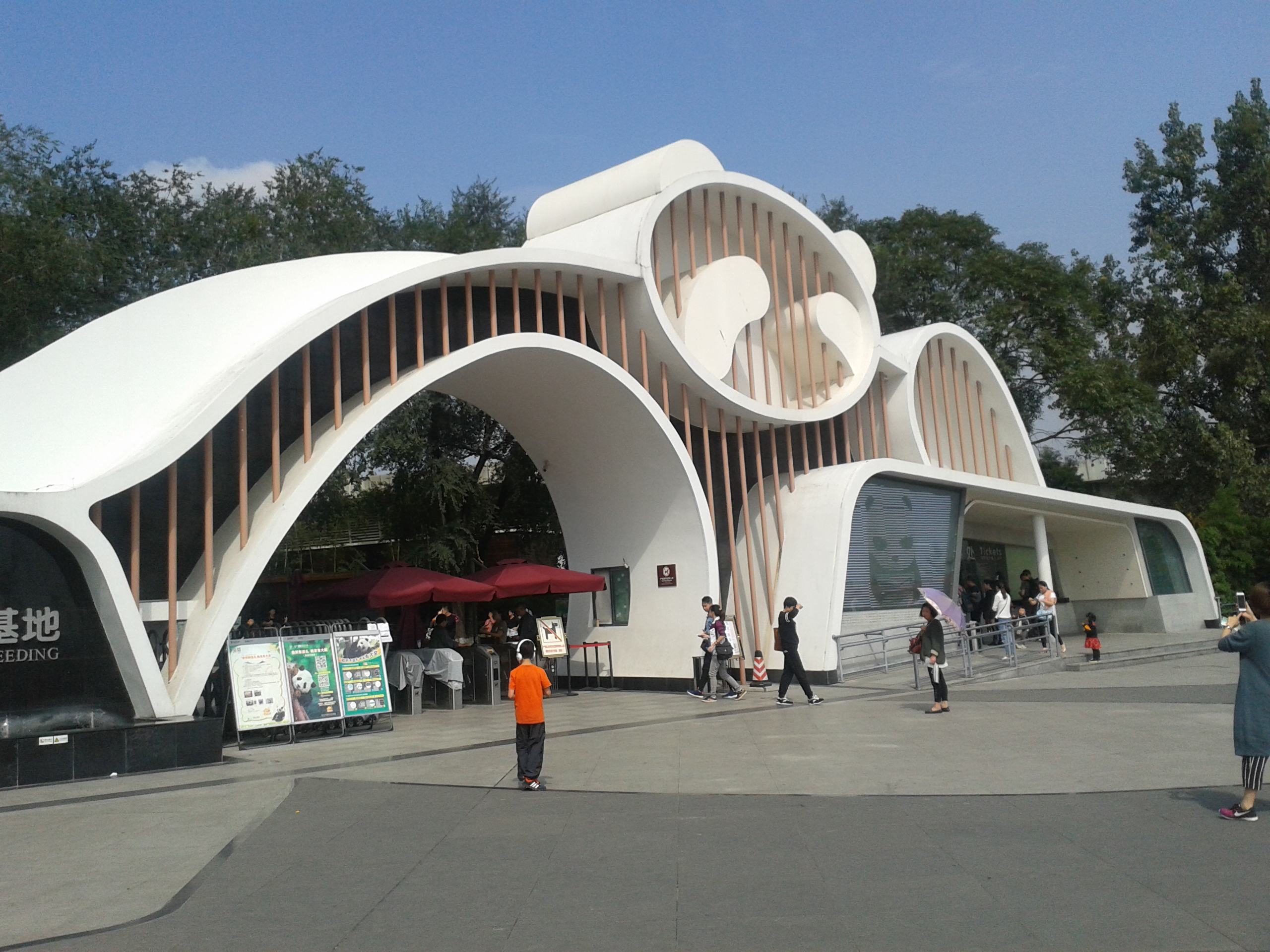
Chengdu Research Base of Giant Panda Breeding

## Geschiedenis
Van 2800 tot 1100 v.Chr. was er de Sànxīngduī-cultuur, die behoorde tot de bronstijd.
In de 4e eeuw v.Chr. verplaatste de koning van de oude staat Shu zijn hoofdstad naar Chengdu. Hierna werd de stad ook Chengdu genoemd, dat 'wordt een hoofdstad' betekent ('Cheng' betekent 'wordt' en 'du' betekent '(hoofd)stad').
Na de verovering van Shu door de Qin-dynastie in 316 v.Chr. werd een nieuwe stad gesticht door de Qin-generaal Zhang Yi, wat het begin is van het moderne Chengdu.
Tijdens de Drie Koninkrijken (221-263) werd Chengdu de hoofdstad van het Koninkrijk Shu, dat vernoemd was naar oude staat Shu.
In Chengdu werd het eerste papiergeld ter wereld gedrukt, gedurende de Song-dynastie in ongeveer 960.
Andere namen voor Chengdu zijn de brokaatstad, omdat er tijdens de Han-dynastie veel brokaat werd gemaakt. Ook wordt de stad wel de stad van de Hibiscus genoemd, omdat de stadswallen beplant waren met hibiscussen.
In mei 2008 is er in Chengdu een zware aardbeving geweest. Deze zorgde voor reeds meer dan 51.000 officiële doden en reeds meer dan 20.000 gewonden.

## Klimaat
| Maand                  | jan  | feb  | mrt  | apr  | mei  | jun  | jul  | aug  | sep  | okt  | nov  | dec  | Jaar |
| ---------------------- | ---- | ---- | ---- | ---- | ---- | ---- | ---- | ---- | ---- | ---- | ---- | ---- | ---- |
| Hoogste maximum (°C)   | 18,0 | 22,7 | 30,9 | 32,8 | 36,1 | 36,0 | 37,3 | 37,3 | 35,8 | 29,8 | 24,9 | 20,3 | 37,3 |
| Gemiddeld maximum (°C) | 9,3  | 11,2 | 15,9 | 21,7 | 26,0 | 28,0 | 29,5 | 29,7 | 25,2 | 20,6 | 15,8 | 10,7 | 20,3 |
| Gemiddeld minimum (°C) | 2,8  | 4,7  | 8,2  | 12,9 | 17,2 | 20,5 | 22,0 | 21,7 | 18,6 | 14,6 | 9,5  | 4,5  | 13,1 |
| Laagste minimum (°C)   | −6,5 | −3,5 | −1,2 | 2,1  | 7,4  | 13,2 | 16,8 | 15,7 | 11,6 | 3,2  | −0,1 | −5,9 | −6,5 |
|                        |      |      |      |      |      |      |      |      |      |      |      |      |      |
| Neerslag (mm)          | 8    | 12   | 20   | 44   | 79   | 107  | 225  | 201  | 119  | 35   | 16   | 5    | 871  |
| Bron: WeerOpReis.com   |      |      |      |      |      |      |      |      |      |      |      |      |      |

## Bezienswaardigheden
Chengdu is het meest bekend om de Panda reservaten en fokcentra. Verder heeft stad grote contrasten. Er zijn diverse taoïstische en boeddhistische tempels maar er staat ook de West Pearl Tower die in 2006 werd gebouwd en 336 meter hoog is. Het Museum of Contemporary Art Chengdu is een museum voor hedendaagse kunst. In het Shuijingfang Museum komt de wijnproductie aan bod en in het Luyeyuan Stone Sculpture Art Museum boeddhistische beeldhouwkunst.

### Golfbaan
In China zijn ruim 500 golfbanen (2011). De bekendste baan in Chengdu is de Luxehills International Country Club waar in 2010 het Luxehills Chengdu Open werd gespeeld en in 2011 het China Open.

## Verkeer en vervoer
Door Chengdu lopen de nationale wegen G317 en G318.

### Luchtverkeer
Op 16 kilometer ten zuidwesten van de stad ligt de Internationale luchthaven Chengdu Shuangliu. De enige rechtstreekse verbinding met Europa voor passagiers is met KLM.
In juni 2021 werd de tweede luchthaven van Chengdu geopend, Chengdu Tianfu International Airport. De nieuwe luchthaven ligt 51 kilometer ten zuidoosten van de stad en heeft een capaciteit van 80 tot 90 miljoen passagiers per jaar.

### Spoorknooppunt
De stad wordt middels de hogesnelheidslijn Shanghai-Chengdu met Shanghai verbonden en is door een andere hogesnelheidslijn eveneens verbonden met Guangzhou en Hongkong.
Vanuit Rotterdam rijdt er sinds september 2016 wekelijks een goederentrein naar Chengdu. Deze rit duurt 15 dagen en gaat via Duitsland, Polen, Wit-Rusland, Rusland en Kazachstan.
Sinds september 2010 is Chengdu de eerste stad in westelijk China met een eigen metrosysteem.

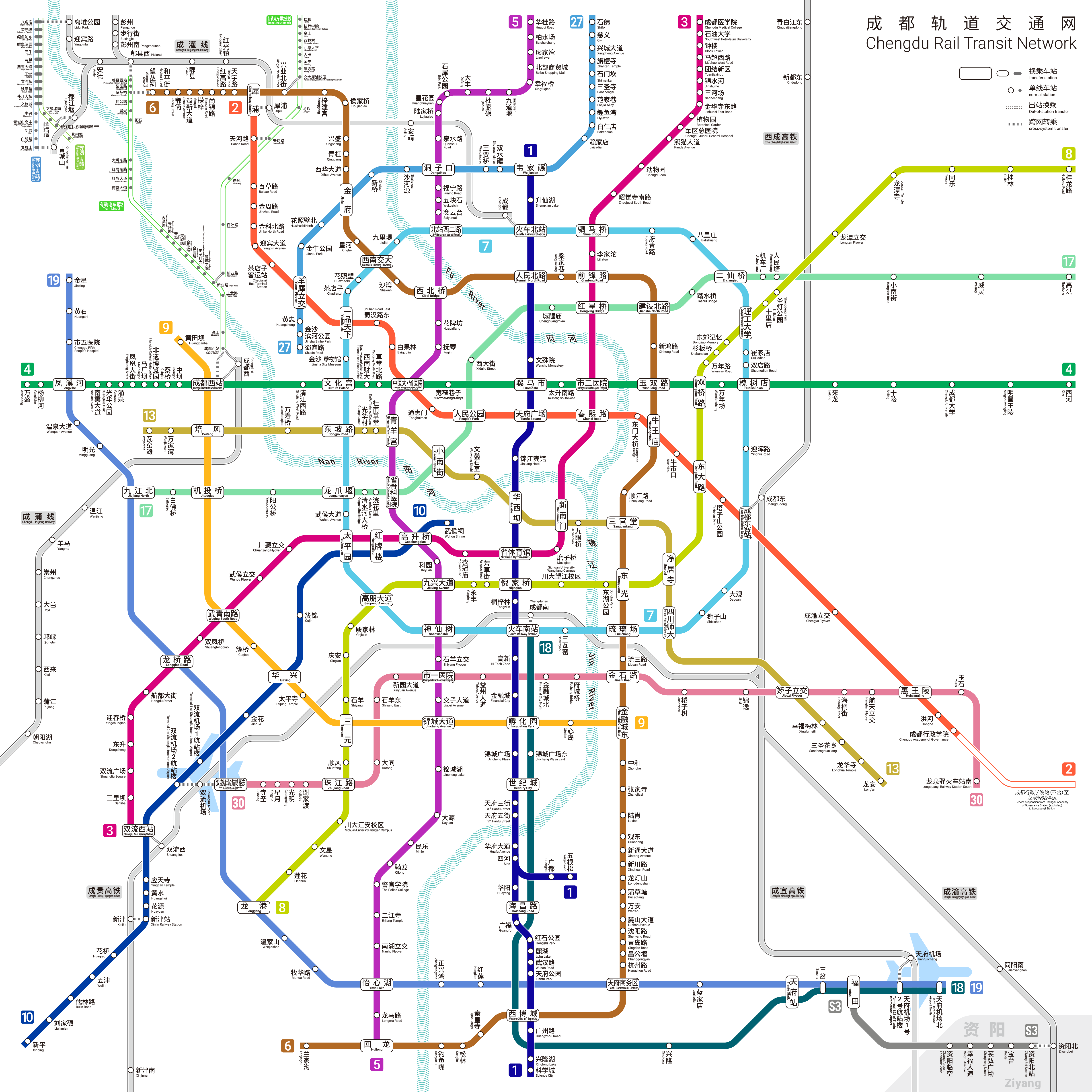
Spoorwegnet en metronetwerk in Chengdu

## Stedenbanden
- Gimcheon (Zuid-Korea), sinds 2000
- Kofu (Japan), sinds 1983
- Linz (Oostenrijk), sinds 1983
- Ljubljana (Slovenië), sinds 1981
- Maastricht (Nederland), sinds 2012
- Mechelen (België), sinds 1993
- Medan (Indonesië), sinds 2001
- Montpellier (Frankrijk), sinds 22 juni 1981[4][5]
- Palermo (Italië), sinds 1999
- Phoenix (Verenigde Staten), sinds 1986
- Winnipeg (Canada), sinds 1988

## Geboren
- Derek Parfit (1942–2017), Brits filosoof
- Donghua Li (1966), Zwitsers turner
- Ye Guangfu (1980), ruimtevaarder
- Evelyn Taocheng Wang (1981), kunstenaar
- Zheng Jie (1983), tennisster
- Li Jie (1984), tafeltennisster
- Qiu Yike (1985), tafeltennisser
- Feng Zhe (1987), turner
- Luo Yunxi (1988), acteur en zanger
- Tang Qianhui (2000), tennisspeelster

## Galerij

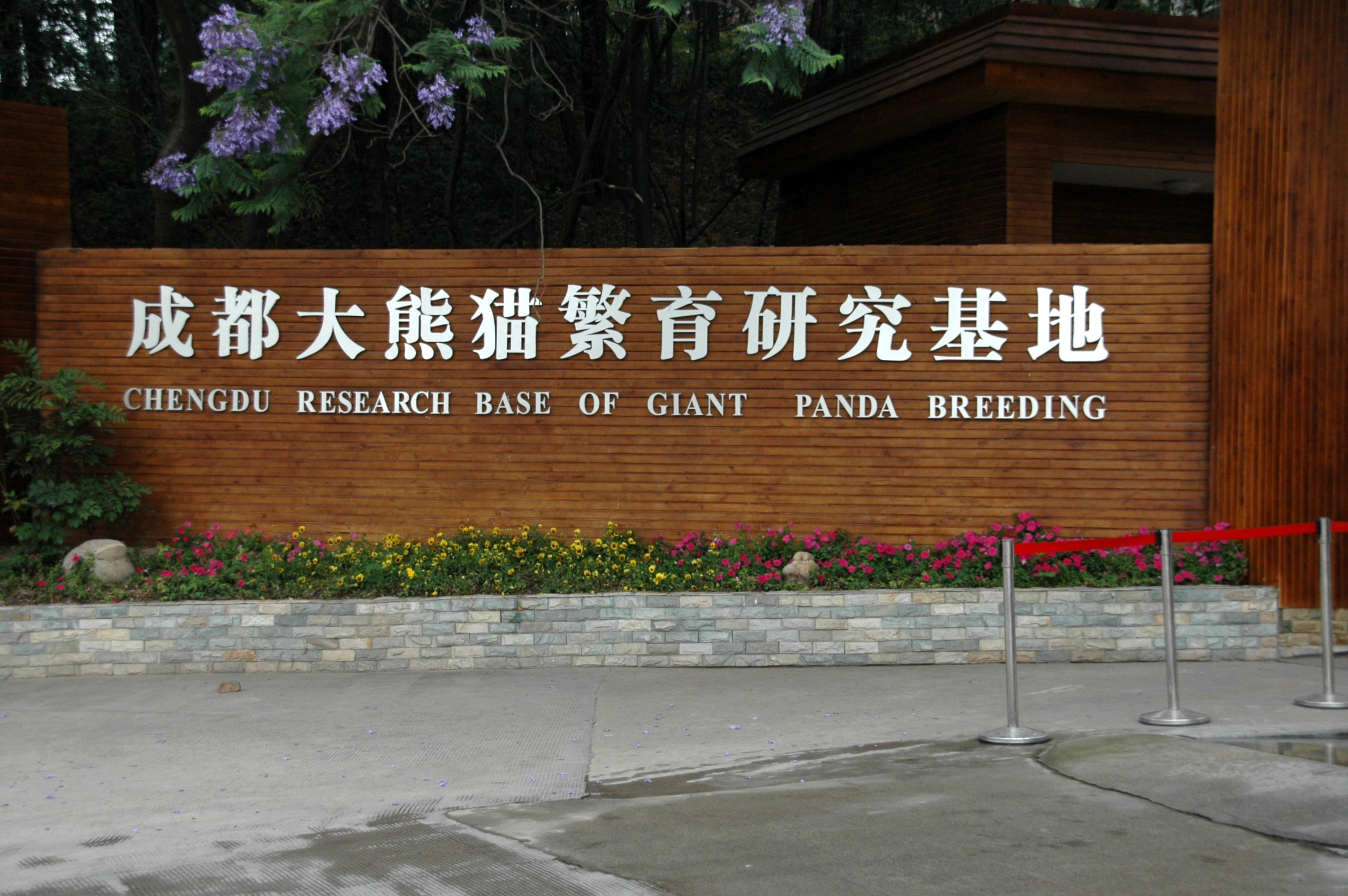
Ingang pandafokcentrum
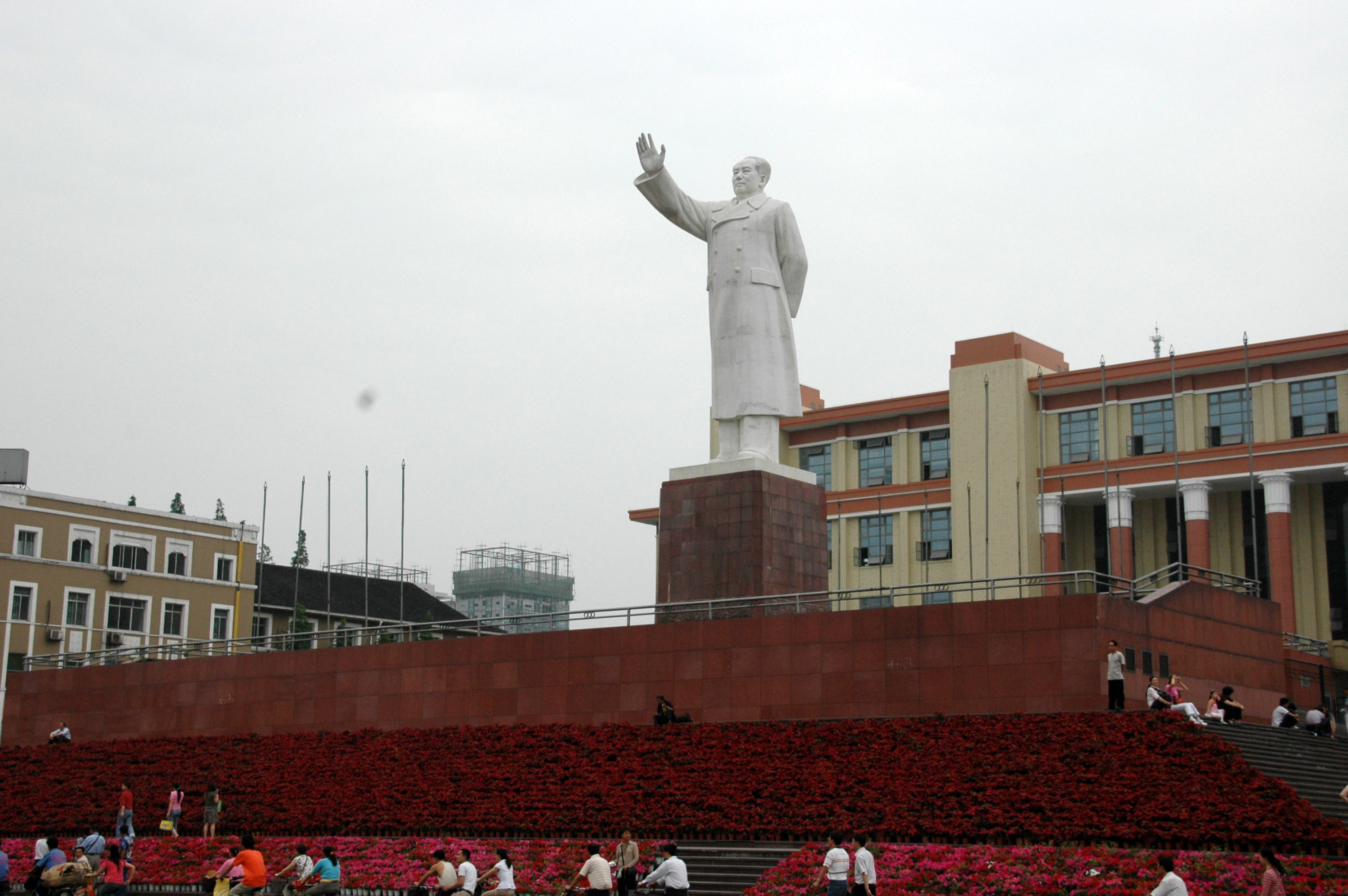
Standbeeld van Mao
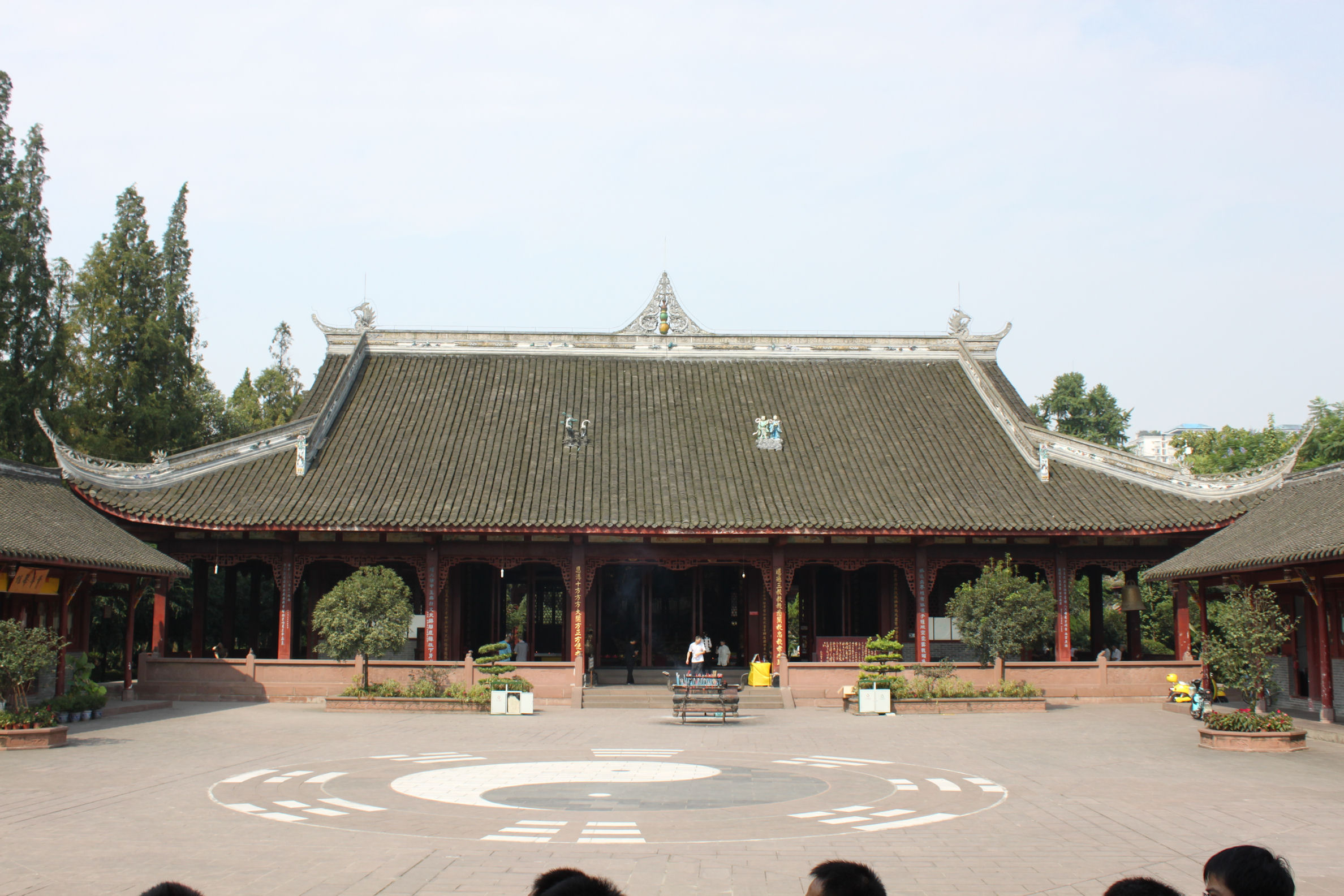
Qingyang tempel
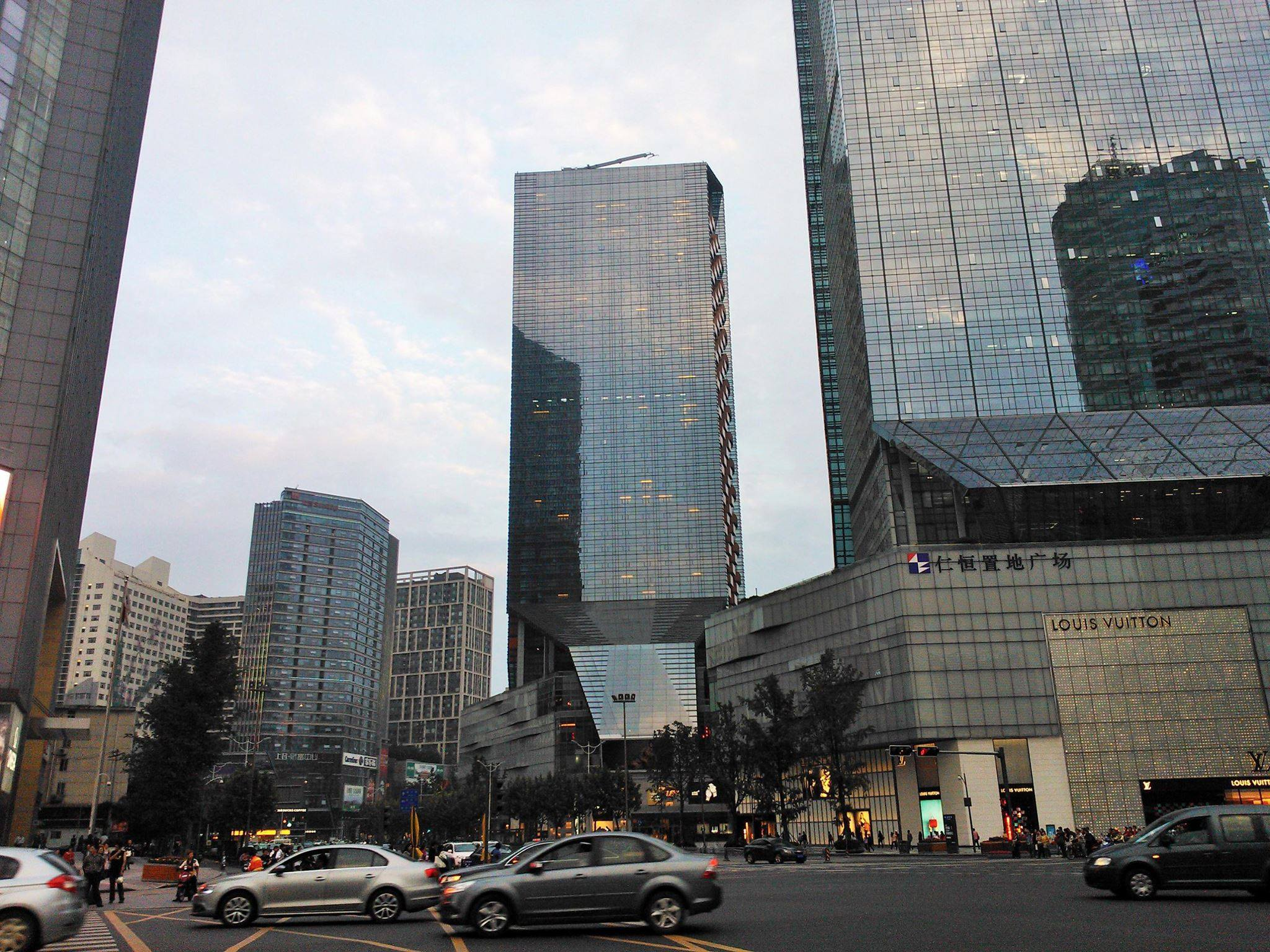
Hongzhaobi, South Renmin Road
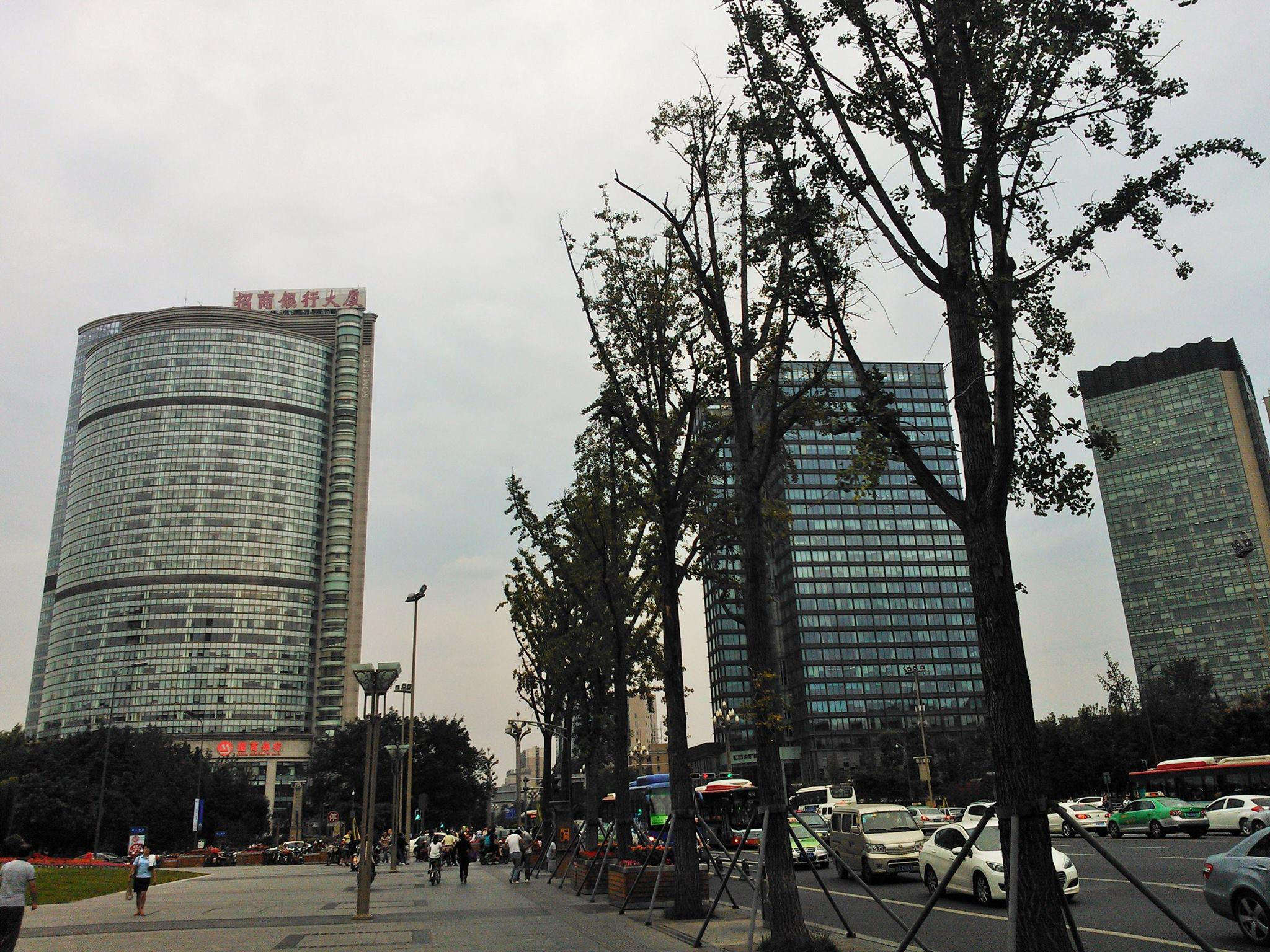
South Renmin Road
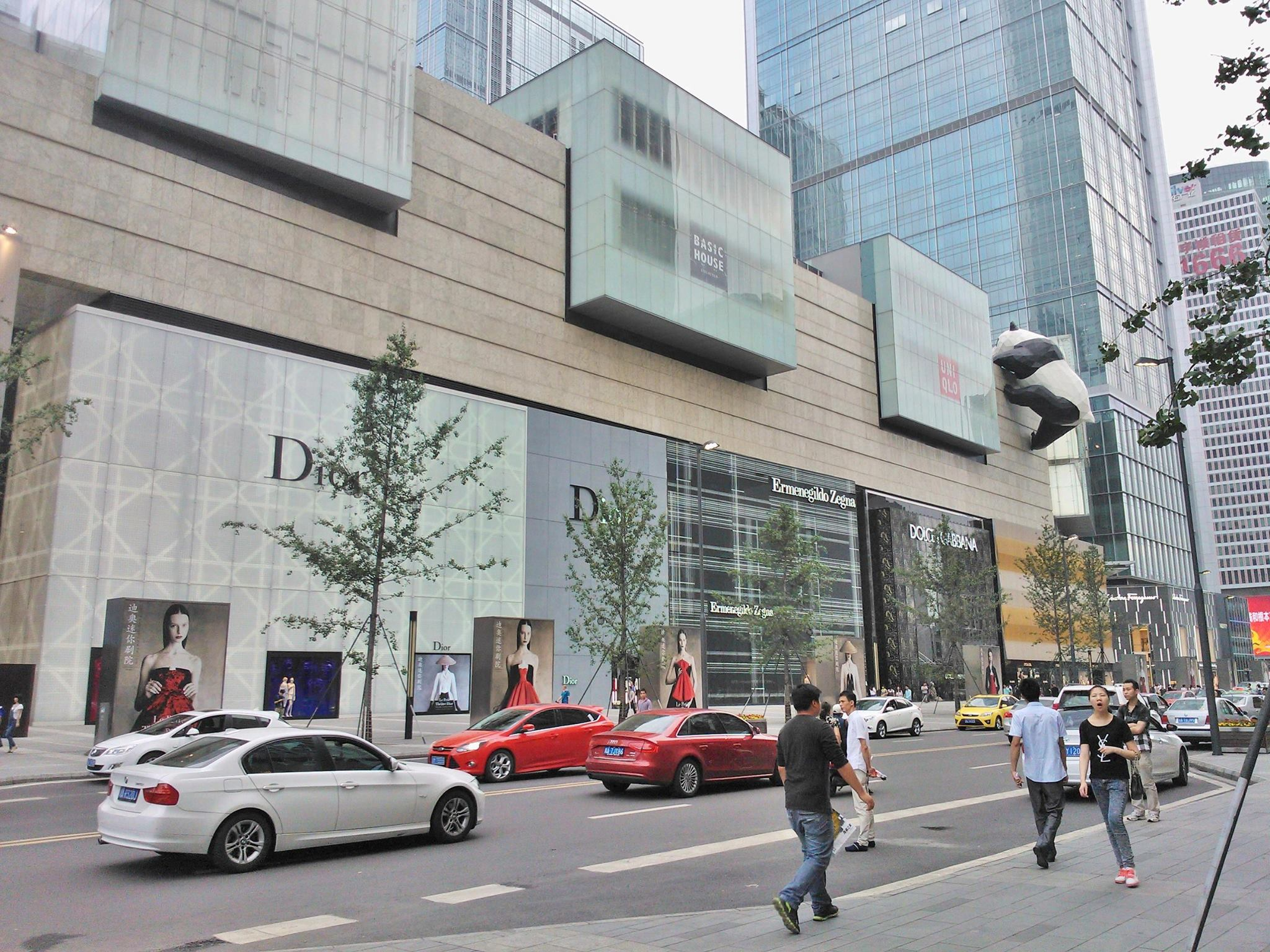
Hongxing Road
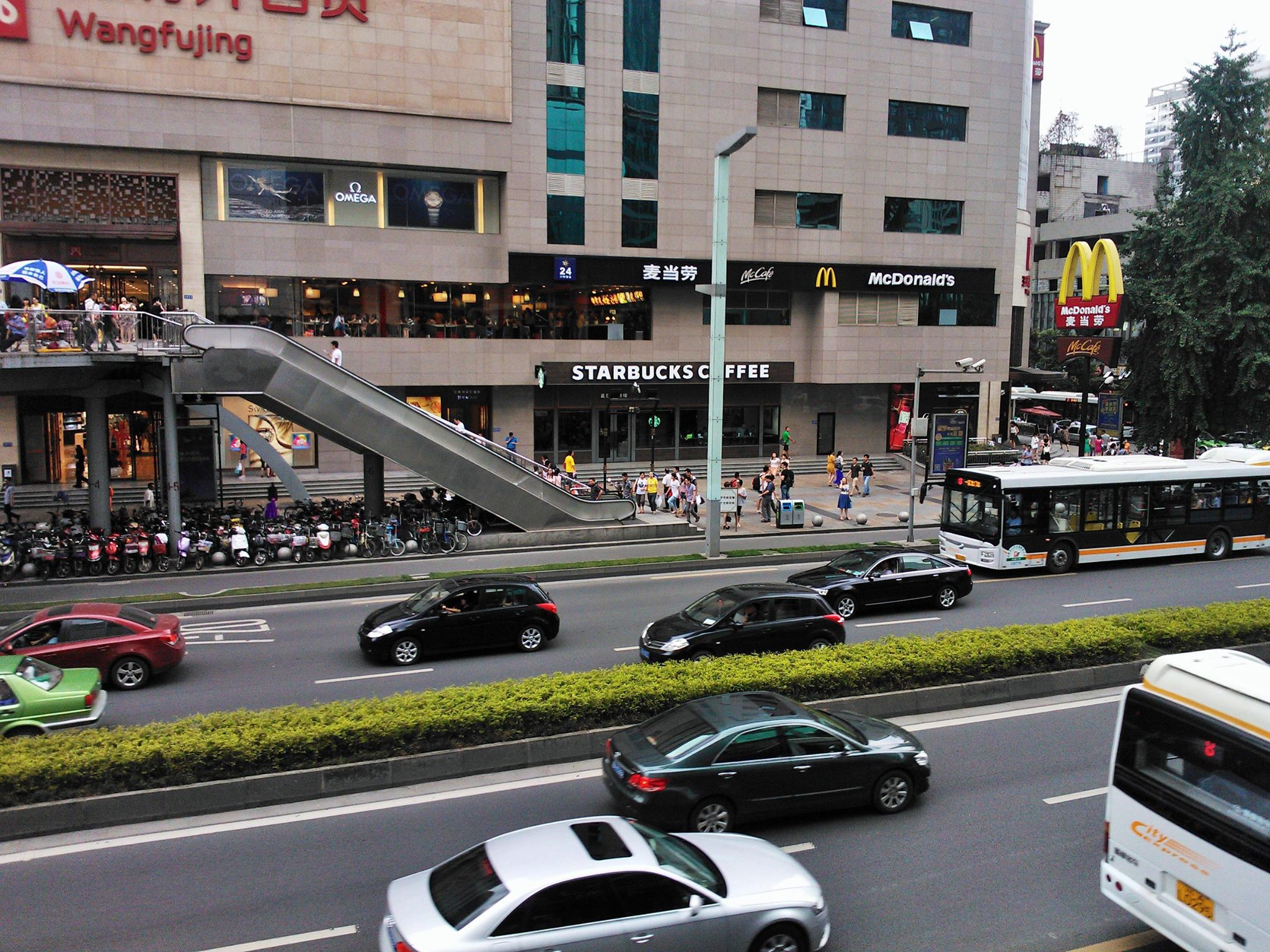
Zongfu Road, Shudu Avenue
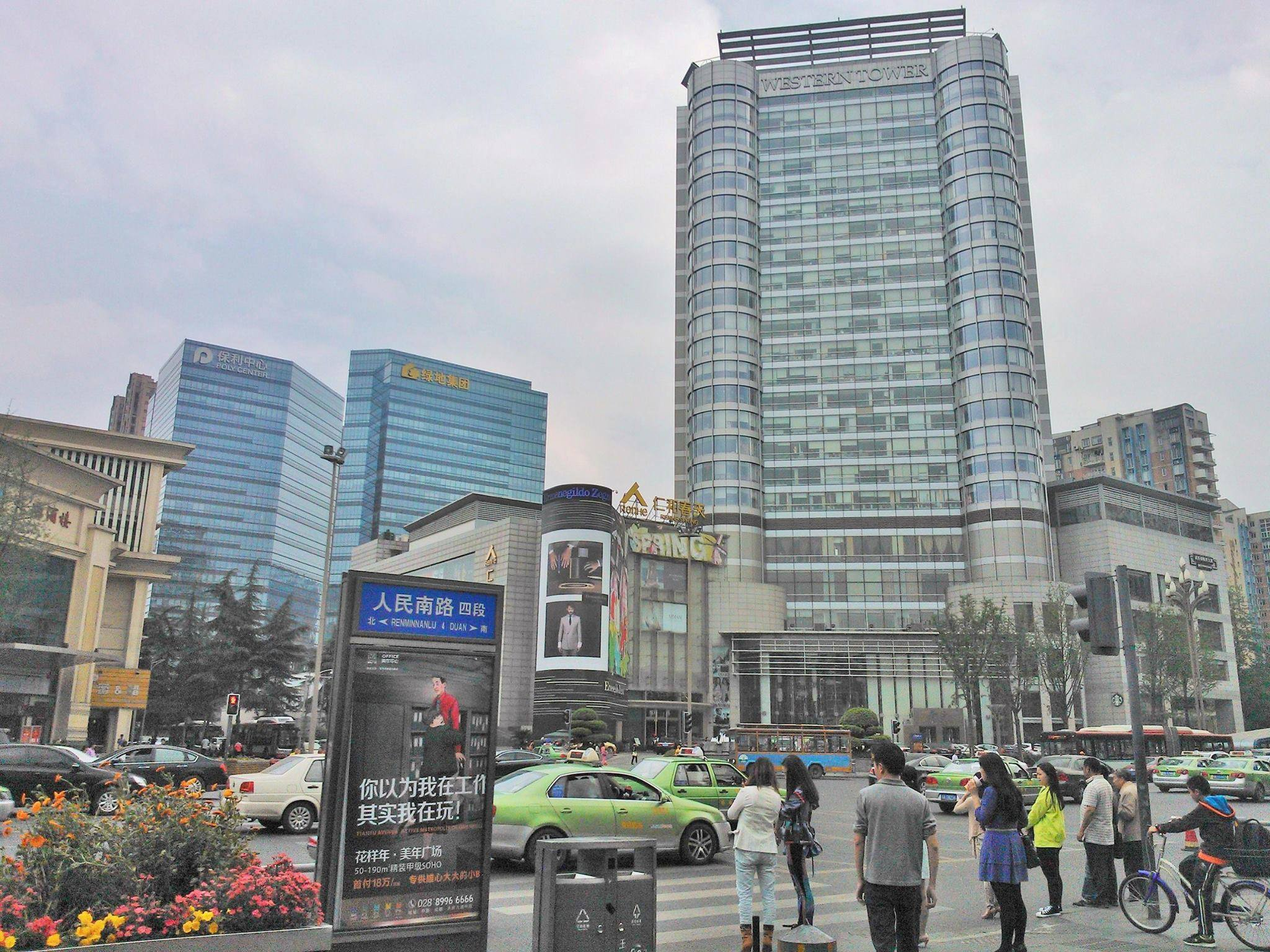
Nijia Qiao, South Renmin Road
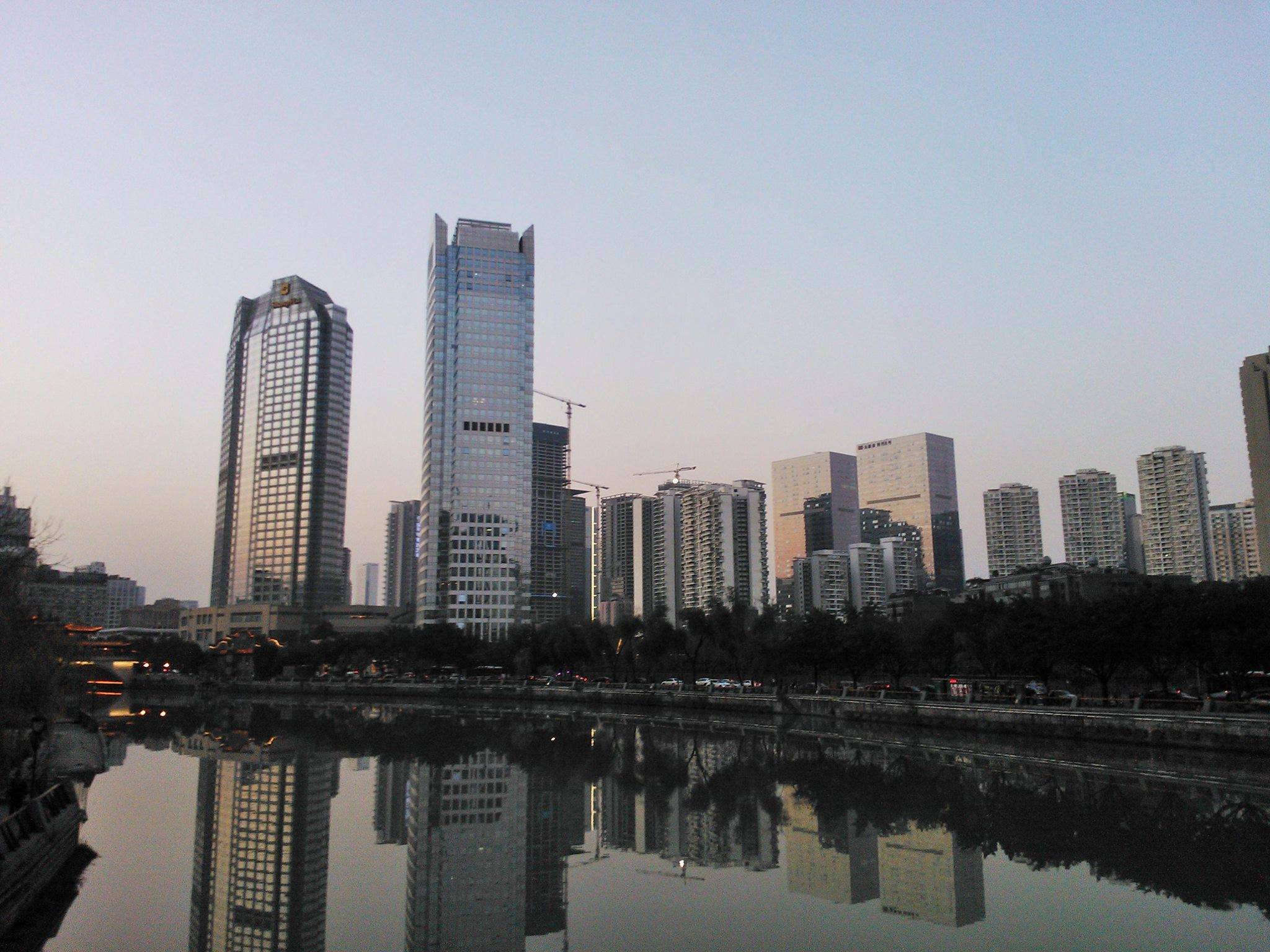
De rivier de Jin, Shangri-la Hotel